# Ronda Élite a la Eurocopa Sub-19 2009
La Ronda Élite al Campeonato Europeo de la UEFA Sub-19 2009 tuvo la participación de 28 selecciones juveniles de Europa provenientes de la fase anterior. Fueron divididos en 7 grupos de 4 equipos, en la que el vencedor de cada grupo clasificó a la fase final del torneo a disputarse en Ucrania junto al país anfitrión.

## Grupo 1
Los partidos se jugaron en Serbia.
| País      | J | G | E | P | GF | GC | GD | Pts |
| --------- | - | - | - | - | -- | -- | -- | --- |
| Serbia    | 3 | 2 | 1 | 0 | 5  | 1  | +4 | 7   |
| Finlandia | 3 | 1 | 1 | 1 | 4  | 3  | +1 | 4   |
| Hungría   | 3 | 1 | 0 | 2 | 4  | 5  | −1 | 3   |
| Austria   | 3 | 1 | 0 | 2 | 3  | 7  | −4 | 3   |

| 12 de mayo de 2009 | Hungría                  | 2 – 3   | Austria                          | FK Tavankut Stadium, Tavankut |                           |
|                    | Simon 14' · Tischler 56' | Reporte | Gravogl 35' 45+1' · Dragović 44' | Árbitro(s): Marcin Borski     | Árbitro(s): Marcin Borski |

| 12 de mayo de 2009 | Serbia     | 1 – 1   | Finlandia | City Stadium, Subotica                                 |                                                        |
|                    | Ljajić 49' | Reporte | Pukki 6'  | Asistencia: 700 espectadores Árbitro(s): Halis Özkahya | Asistencia: 700 espectadores Árbitro(s): Halis Özkahya |

| 14 de mayo de 2009 | Finlandia | 1 – 2   | Hungría               | FK Tavankut Stadium, Tavankut |                             |
|                    | Pukki 18' | Reporte | Simon 6' · Tamasi 77' | Árbitro(s): Simon Lee Evans   | Árbitro(s): Simon Lee Evans |

| 14 de mayo de 2009 | Serbia                             | 3 – 0   | Austria | Bačka Stadium, Subotica                                  |                                                          |
|                    | Savić 47' · Ljajić 55' · Milić 59' | Reporte |         | Asistencia: 1,000 espectadores Árbitro(s): Halis Özkahya | Asistencia: 1,000 espectadores Árbitro(s): Halis Özkahya |

| 17 de mayo de 2009 | Hungría | 0 – 1   | Serbia        | City Stadium, Subotica                                     |                                                            |
|                    |         | Reporte | Miljković 33' | Asistencia: 1,000 espectadores Árbitro(s): Simon Lee Evans | Asistencia: 1,000 espectadores Árbitro(s): Simon Lee Evans |

| 17 de mayo de 2009 | Austria | 0 – 2   | Finlandia              | Bačka Stadium, Subotica   |                           |
|                    |         | Reporte | Lepola 45' · Pukki 90' | Árbitro(s): Marcin Borski | Árbitro(s): Marcin Borski |

## Grupo 2
Los partidos se jugaron en Eslovenia.
| País         | J | G | E | P | GF | GC | GD | Pts |
| ------------ | - | - | - | - | -- | -- | -- | --- |
| Eslovenia    | 3 | 1 | 2 | 0 | 6  | 4  | 2  | 5   |
| Países Bajos | 3 | 1 | 2 | 0 | 3  | 2  | 1  | 5   |
| Rusia        | 3 | 0 | 2 | 1 | 6  | 7  | -1 | 2   |
| Bielorrusia  | 3 | 0 | 2 | 1 | 2  | 4  | -2 | 2   |

| 4 de junio de 2009 | Rusia                                 | 3 – 3   | Eslovenia              | Športni park, Lendava        |                              |
|                    | Smolov 15' 19' · Grigoryev 79' (pen.) | Reporte | Rep 13' 40' 53' (pen.) | Árbitro(s): Anders Hermansen | Árbitro(s): Anders Hermansen |

| 4 de junio de 2009 | Países Bajos | 0 – 0   | Bielorrusia | Fazanerija, Murska Sobota  |                            |
|                    |              | Reporte |             | Árbitro(s): Stuart Attwell | Árbitro(s): Stuart Attwell |

| 6 de junio de 2009 | Rusia                        | 2 – 2   | Bielorrusia               | Športni park, Lendava        |                              |
|                    | Grigoryev 27' · Shumilin 79' | Reporte | Rakhmanov 2' · Erchik 57' | Árbitro(s): Anders Hermansen | Árbitro(s): Anders Hermansen |

| 6 de junio de 2009 | Eslovenia | 1 – 1   | Países Bajos | Fazanerija, Murska Sobota  |                            |
|                    | Rep 53'   | Reporte | Vejinović 8' | Árbitro(s): Menashe Masiah | Árbitro(s): Menashe Masiah |

| 9 de junio de 2009 | Países Bajos                           | 2 - 1   | Rusia         | Športni park, Lendava      |                            |
|                    | van Aanholt 31' · Vejinović 90' (pen.) | Reporte | Dmitriyev 49' | Árbitro(s): Stuart Attwell | Árbitro(s): Stuart Attwell |

| 9 de junio de 2009 | Bielorrusia | 0 - 2   | Eslovenia                     | Fazanerija, Murska Sobota  |                            |
|                    |             | Reporte | Omerovic 15' · Rep 22' (pen.) | Árbitro(s): Menashe Masiah | Árbitro(s): Menashe Masiah |

## Grupo 3
Los partidos se jugaron en Portugal.
| País      | J | G | E | P | GF | GC | GD | Pts |
| --------- | - | - | - | - | -- | -- | -- | --- |
| Turquía   | 3 | 3 | 0 | 0 | 7  | 1  | +6 | 9   |
| Portugal  | 3 | 2 | 0 | 1 | 4  | 4  | 0  | 6   |
| Dinamarca | 3 | 1 | 0 | 2 | 1  | 4  | −3 | 3   |
| Grecia    | 3 | 0 | 0 | 3 | 1  | 4  | −3 | 0   |

| 23 de mayo de 2009 | Turquía                     | 2 – 1   | Grecia                 | Estádio Municipal, Torres Novas |                        |
|                    | Yıldırım 67' · Albayrak 87' | Reporte | Matsoukas 90+5' (pen.) | Árbitro(s): Luca Banti          | Árbitro(s): Luca Banti |

| 23 de mayo de 2009 | Portugal                         | 3 – 0   | Dinamarca | Estádio Municipal, Rio Maior |                             |
|                    | Fonte 6' · Reis 68' · Rosado 70' | Reporte |           | Árbitro(s): Maxim Layushkin  | Árbitro(s): Maxim Layushkin |

| 25 de mayo de 2009 | Turquía   | 1 – 0   | Dinamarca | Estádio Municipal, Fátima |                       |
|                    | Torun 43' | Reporte |           | Árbitro(s): Alan Muir     | Árbitro(s): Alan Muir |

| 25 de mayo de 2009 | Grecia | 0 – 1   | Portugal | Estádio Municipal, Cartaxo  |                             |
|                    |        | Reporte | Fonte 4' | Árbitro(s): Maxim Layushkin | Árbitro(s): Maxim Layushkin |

| 28 de mayo de 2009 | Portugal | 0 – 4   | Turquía                                    | Estádio Municipal, Cartaxo |                        |
|                    |          | Reporte | Yıldırım 42', 69' · Ayik 78' · Torun 90+4' | Árbitro(s): Luca Banti     | Árbitro(s): Luca Banti |

| 28 de mayo de 2009 | Dinamarca | 1 - 0   | Grecia | Estádio Municipal, Rio Maior |                       |
|                    | Moller 3' | Reporte |        | Árbitro(s): Alan Muir        | Árbitro(s): Alan Muir |

## Grupo 4
Los partidos se jugaron en Bélgica.
| País    | J | G | E | P | GF | GC | GD | Pts |
| ------- | - | - | - | - | -- | -- | -- | --- |
| Suiza   | 3 | 2 | 1 | 0 | 10 | 3  | 7  | 7   |
| Bélgica | 3 | 2 | 1 | 0 | 7  | 1  | 6  | 7   |
| Irlanda | 3 | 1 | 0 | 2 | 3  | 8  | -5 | 3   |
| Suecia  | 3 | 0 | 0 | 3 | 2  | 10 | -8 | 0   |

| 5 de junio de 2009 | Bélgica    | 1 – 0   | Irlanda | Complex Op De Keiberg, Tongeren |                              |
|                    | Hazard 39' | Reporte |         | Árbitro(s): Aleksei Kulbakov    | Árbitro(s): Aleksei Kulbakov |

| 5 de junio de 2009 | Suiza                      | 3 – 1   | Suecia    | Sportcentrum, Tessenderlo       |                                 |
|                    | R Koch 34' · Basha 48' 84' | Reporte | Sudic 25' | Árbitro(s): Vasilios Pamporidis | Árbitro(s): Vasilios Pamporidis |

| 7 de junio de 2009 | Bélgica                                         | 5 – 0   | Suecia | Mijnstadion, Beringen                  |                                        |
|                    | François 13' 36' · Hazard 33' · Benteke 39' 78' | Reporte |        | Árbitro(s): Fernando Teixeira Vitienes | Árbitro(s): Fernando Teixeira Vitienes |

| 7 de junio de 2009 | Irlanda      | 1 – 6   | Suiza                                                           | Complex Op De Keiberg, Tongeren |                                 |
|                    | Scannell 66' | Reporte | Unal 30' · R Koch 44' · Lang 52' · Pasche 69' 76' · Mustafi 88' | Árbitro(s): Vasilios Pamporidis | Árbitro(s): Vasilios Pamporidis |

| 10 de junio de 2009 | Suiza        | 1 - 1   | Bélgica           | Mijnstadion, Beringen                  |                                        |
|                     | Wüthrich 15' | Reporte | Hazard 21' (pen.) | Árbitro(s): Fernando Teixeira Vitienes | Árbitro(s): Fernando Teixeira Vitienes |

| 10 de junio de 2009 | Suecia      | 1 - 2   | Irlanda                 | Sportcentrum, Tessenderlo    |                              |
|                     | Jonsson 39' | Reporte | Doran 30' · Collins 74' | Árbitro(s): Aleksei Kulbakov | Árbitro(s): Aleksei Kulbakov |

## Grupo 5
Los partidos se jugaron en Francia.
| País    | J | G | E | P | GF | GC | GD | Pts |
| ------- | - | - | - | - | -- | -- | -- | --- |
| Francia | 3 | 2 | 0 | 1 | 8  | 3  | +5 | 6   |
| Noruega | 3 | 1 | 2 | 0 | 3  | 2  | +1 | 5   |
| Rumania | 3 | 1 | 1 | 1 | 3  | 4  | −1 | 4   |
| Letonia | 3 | 0 | 1 | 2 | 1  | 6  | −5 | 1   |

| 18 de mayo de 2009 | Francia   | 1 – 2   | Noruega                        | Stade Henri Jeanne, Bayeux                             |                                                        |
|                    | Bulot 10' | Reporte | Lundebakken 31' · Wangberg 35' | Asistencia: 600 espectadores Árbitro(s): Libor Kovařík | Asistencia: 600 espectadores Árbitro(s): Libor Kovařík |

| 18 de mayo de 2009 | Rumania               | 2 – 0   | Letonia | Stade Michel Farre, Mondeville |                             |
|                    | Râpă 53' · Alibec 58' | Reporte |         | Árbitro(s): Goran Spirkoski    | Árbitro(s): Goran Spirkoski |

| 20 de mayo de 2009 | Francia                                      | 4 – 1   | Letonia          | Stade Michel Farre, Mondeville |                           |
|                    | Dikamona 43' · Partouche 48' 62' · Gueye 90' | Reporte | Dubra 66' (pen.) | Árbitro(s): Libor Kovařík      | Árbitro(s): Libor Kovařík |

| 20 de mayo de 2009 | Noruega     | 1 – 1   | Rumania   | Stade Louis Villemer, Saint-Lô                          |                                                         |
|                    | Helland 74' | Reporte | Alexe 89' | Asistencia: 300 espectadores Árbitro(s): Andre Marriner | Asistencia: 300 espectadores Árbitro(s): Andre Marriner |

| 23 de mayo de 2009 | Rumania | 0 – 3   | Francia                                  | Stade Louis Villemer, Saint-Lô |                            |
|                    |         | Reporte | Makonda 25' · M'Vila 61' · Le Tallec 88' | Árbitro(s): Andre Marriner     | Árbitro(s): Andre Marriner |

| 23 de mayo de 2009 | Letonia | 0 – 0   | Noruega | Stade Henri Jeanne, Bayeux  |                             |
|                    |         | Reporte |         | Árbitro(s): Goran Spirkoski | Árbitro(s): Goran Spirkoski |

## Grupo 6
Los partidos se jugaron en Inglaterra.
| País                 | J | G | E | P | GF | GC | GD | Pts |
| -------------------- | - | - | - | - | -- | -- | -- | --- |
| Inglaterra           | 3 | 3 | 0 | 0 | 8  | 2  | +6 | 9   |
| Escocia              | 3 | 2 | 0 | 1 | 6  | 3  | +3 | 6   |
| Eslovaquia           | 3 | 1 | 0 | 2 | 3  | 6  | –3 | 3   |
| Bosnia y Herzegovina | 3 | 0 | 0 | 3 | 0  | 6  | –6 | 0   |

| 27 de mayo de 2009 | Escocia                 | 2 – 1   | Eslovaquia        | Bramall Lane, Sheffield       |                               |
|                    | Stirling 54' · Ness 69' | Reporte | Guldan 29' (pen.) | Árbitro(s): Carlos Clos Gómez | Árbitro(s): Carlos Clos Gómez |

| 27 de mayo de 2009 | Inglaterra            | 2 – 0   | Bosnia y Herzegovina | Keepmoat, Doncaster                                        |                                                            |
|                    | Rose 40' · Ranger 85' | Reporte |                      | Asistencia: 1071 espectadores Árbitro(s): Albert Toussaint | Asistencia: 1071 espectadores Árbitro(s): Albert Toussaint |

| 29 de mayo de 2009 | Escocia                                      | 3 – 0   | Bosnia y Herzegovina | Keepmoat, Doncaster          |                              |
|                    | Perry 5' · MacDonald 12' · Currie 73' (pen.) | Reporte |                      | Árbitro(s): Albert Toussaint | Árbitro(s): Albert Toussaint |

| 29 de mayo de 2009 | Eslovaquia       | 1 – 4   | Inglaterra                            | Valley Parade, Bradford   |                           |
|                    | Gál-Andrezly 57' | Reporte | Ranger 28' 51' · Delfouneso 88' 90+2' | Árbitro(s): Mihaly Fabian | Árbitro(s): Mihaly Fabian |

| 1 de junio de 2009 | Inglaterra             | 2 – 1   | Escocia              | Bramall Lane, Sheffield       |                               |
|                    | Ranger 65' · Moses 72' | Reporte | MacDonald 85' (pen.) | Árbitro(s): Carlos Clos Gómez | Árbitro(s): Carlos Clos Gómez |

| 1 de junio de 2009 | Bosnia y Herzegovina | 0 – 1   | Eslovaquia       | Valley Parade, Bradford                                |                                                        |
|                    |                      | Reporte | Gál-Andrezly 65' | Asistencia: 252 espectadores Árbitro(s): Mihaly Fabian | Asistencia: 252 espectadores Árbitro(s): Mihaly Fabian |

## Grupo 7
Los partidos se jugaron en Estonia.
| País            | J | G | E | P | GF | GC | GD  | Pts |
| --------------- | - | - | - | - | -- | -- | --- | --- |
| España          | 3 | 3 | 0 | 0 | 9  | 1  | +8  | 9   |
| Alemania        | 3 | 2 | 0 | 1 | 6  | 1  | +5  | 6   |
| República Checa | 3 | 1 | 0 | 2 | 6  | 7  | –1  | 3   |
| Estonia         | 3 | 0 | 0 | 3 | 1  | 13 | –12 | 0   |

| 21 de mayo de 2009 | España                                                        | 5 – 1   | República Checa | Kadrioru Stadium, Tallinn                                  |                                                            |
|                    | Sielva 9' · Joselu 44' · Mérida 54' · Aquino 90' · Iago 90+1' | Reporte | Mišůn 74'       | Asistencia: 250 espectadores Árbitro(s): Ioannis Stavridis | Asistencia: 250 espectadores Árbitro(s): Ioannis Stavridis |

| 21 de mayo de 2009 | Alemania                                              | 5 – 0   | Estonia | A. Le Coq Arena, Tallinn                                  |                                                           |
|                    | Schürrle 23', 73' · Holtby 35' · Rode 74' · Wolze 85' | Reporte |         | Asistencia: 5480 espectadores Árbitro(s): Michael Lerjeus | Asistencia: 5480 espectadores Árbitro(s): Michael Lerjeus |

| 23 de mayo de 2009 | Alemania   | 1 – 0   | República Checa | Kadrioru Stadium, Tallinn                               |                                                         |
|                    | Holtby 33' | Reporte |                 | Asistencia: 180 espectadores Árbitro(s): Mauro Bergonzi | Asistencia: 180 espectadores Árbitro(s): Mauro Bergonzi |

| 23 de mayo de 2009 | Estonia | 0 – 3   | España | A. Le Coq Arena, Tallinn                                    |                                                             |
|                    |         | Reporte |        | Asistencia: 6860 espectadores Árbitro(s): Ioannis Stavridis | Asistencia: 6860 espectadores Árbitro(s): Ioannis Stavridis |

| 26 de mayo de 2009 | España            | 1 – 0   | Alemania | Kadrioru Stadium, Tallinn                               |                                                         |
|                    | Mérida 70' (pen.) | Reporte |          | Asistencia: 580 espectadores Árbitro(s): Mauro Bergonzi | Asistencia: 580 espectadores Árbitro(s): Mauro Bergonzi |

| 26 de mayo de 2009 | República Checa                                    | 5 – 1   | Estonia | A. Le Coq Arena, Tallinn                                  |                                                           |
|                    | Navrátil 25', 77' · Šural 50' · Kraut 90+1', 90+2' | Reporte | Tamm 1' | Asistencia: 6483 espectadores Árbitro(s): Michael Lerjeus | Asistencia: 6483 espectadores Árbitro(s): Michael Lerjeus |